# Talsperre San Gabriel
Die Talsperre San Gabriel (englisch San Gabriel Dam) liegt in den San Gabriel Mountains im Los Angeles County, USA. Sie ist die zweite der 3 Stauanlagen, die den Oberlauf des San Gabriel River aufstauen. Ungefähr 21 km flussaufwärts liegt die Talsperre Cogswell und ca. 4 km flussabwärts befindet sich die Talsperre Morris. Die Stadt San Dimas liegt ungefähr 7 km südlich.
Die Talsperre wurde von 1932 bis 1939 durch den Los Angeles County Flood Control District errichtet. Sie dient dem Hochwasserschutz und der Trinkwasserversorgung. Die Talsperre wird vom Los Angeles County Department of Public Works betrieben.

## Absperrbauwerk
Das Absperrbauwerk ist ein Staudamm (Erd- und Steinschüttdamm) mit einer Höhe von 94,5 m (310 feet) über dem ursprünglichen Flussbett. Die Länge der Dammkrone beträgt 457 m (1.500 feet). Die Hochwasserentlastung befindet sich auf der rechten Flussseite.

## Stausee
Bei Vollstau fasst der Stausee 65,83 Mio. m³ (86,1 Mio. cubic yards) Wasser. Die Sedimentablagerungen im Stauseebecken wurden bereits mehrmals durch Ausbaggern entfernt.

## Kraftwerk
Das Kraftwerk befindet sich auf der linken Dammseite. Es verfügt über eine installierte Leistung von 5 MW. Vom Auslauf des Kraftwerks führt ein ca. 13 km (8 miles) langer Tunnel (Azusa Conduit) zur Stadt Azusa.

## Sonstiges
Die Errichtungskosten des Staudamms lagen bei 17 Mio. USD.
Vom 27. Februar bis zum 3. März 1938 kam es in Los Angeles zu schweren Überschwemmungen. Der Los Angeles River erreichte einen maximalen Abfluss von 11.000 m³/s. Obwohl die Talsperre San Gabriel 1938 noch nicht fertiggestellt war, half sie zusammen mit den beiden anderen Talsperren am Oberlauf, die Hochwasserspitze des San Gabriel River deutlich zu reduzieren.